# Regulación de algoritmos
La regulación de algoritmos, o control algorítmico, es la creación de leyes, reglas y políticas del sector público para promover y regular los algoritmos, particularmente en aprendizaje automático e inteligencia artificial.
Para la regulación de los algoritmos de inteligencia artificial (IA), se emplea el término regulación de la inteligencia artificial.  En el ámbito normativo y político, la inteligencia artificial es objeto de debate en jurisdicciones de todo el mundo, incluida la Unión Europea. La regulación de la IA es considerada necesaria, tanto para fomentar la misma como para controlar sus riesgos asociados, pero es complicada. Otro tema de actualidad es la regulación de blockchain, y su relación con el control algorítmico.
La principal motivación para la regulación de algoritmos es el recelo de perder el control sobre los mismos, cuyo impacto en la vida humana incrementa cada vez más. Múltiples países ya han introducido regulaciones para los algoritmos de cálculo automático de puntuación de crédito, ya que el derecho a defenderse es obligatorio en los mismos. Han surgido preocupaciones con respecto al sesgo, la transparencia y la ética en el uso de algoritmos en distintos ámbitos, desde la justicia criminal hasta la sanidad, ya que muchos temen que la inteligencia artificial pueda replicar desigualdades sociales ya existentes, como por ejemplo las observadas en raza, género, clase social, y sexualidad.

## Regulación de la inteligencia artificial

### Discusión pública
En 2016, Joy Buolamwini fundó la Liga de Justicia Algorítmica, definiéndolo como la organización que busca desafiar el sesgo del software en la toma de decisiones, después de una experiencia personal con software de detección facial predispuesto para concienciar de las implicaciones sociales de la inteligencia artificial a través del arte y la investigación.
En 2017, Elon Musk defendió el control de los algoritmos en el contexto del posible riesgo existencial de la inteligencia artificial. Según la NPR, el CEO de Tesla estaba "claramente desinteresado" por la defensa del escrutinio de gobierno que podría impactar en su propia industria, pero aun así creía que el estar completamente sin supervisión, supondría un riesgo demasiado alto: "Normalmente la forma en la que las regulaciones son creadas es debido a que algo malo ha pasado, hay una protesta pública, y años después, una agencia reguladora es creada para ese campo. Se tarda demasiado tiempo. Eso, antiguamente, era malo, pero no algo que pusiera en un riesgo fundamental a la existencia de la civilización."
En respuesta, algunos políticos expresaron escepticismo ante la idea de regular la tecnología que sigue en desarrollo. Respondiendo tanto a Musk, como a las propuestas de febrero de 2017 por parte de la Unión Europea, para la creación de leyes que regulen la inteligencia artificial y robótica, el CEO de Intel, Brian Krzanich, argumentó que la inteligencia artificial se encuentra en su infancia y que es demasiado temprano para regular dicha tecnología. En vez de tratar de regular la tecnología en sí, algunos expertos sugieren el desarrollo de normas comunes que incluyan requisitos para el testeo y la transparencia de algoritmos, para ofrecer una buena garantía. Una sugerencia ha sido la creación de un gobierno global para la regulación de la inteligencia artificial en desarrollo. En 2020, la Unión Europea publicó un borrador para promover la regulación de la inteligencia artificial.

La "connivencia tácita algorítmica" es una práctica legal dudosa por parte de algunos algoritmos, por lo que los tribunales no son capaces de llevar a juicio. Esto preocupa a científicos y reguladores en la Unión Europea, Estados Unidos y más allá. La comisaria europea Margrethe Vestager mencionó un ejemplo temprano de connivencia tácita algorítmica en su discurso "Algoritmos y Connivencia" el 16 de marzo de 2017, el cual decía así:
"Hace unos cuantos años, dos compañías vendían un libro llamado 'The making of a fly'. Uno de aquellos vendedores utilizó un algoritmo permitía igualar el precio de su rival. Aquel rival tenía un algoritmo que siempre establecía el precio un 27% más alto que el primero. El resultado era que los precios se mantuvieron creciendo, hasta que finalmente alguien notó lo que estaba ocurriendo, y ajustó el precio manualmente. Por aquel tiempo, el libro se vendía -o mejor dicho, no se vendía- por 23 millones de dólares cada copia."
En 2018, Dinamarca empleó un sistema algorítmico SyRI (System Risico Indicatie) para detectar a los ciudadanos que estaban percibidos como de alto riesgo de cometer un fraude bancario, lo que silenciosamente marcó a miles de personas. Esto provocó una protesta pública. El tribunal de distrito de La Haya cerró SyRI haciendo una referencia al Artículo 8 de la Convención europea en Derechos humanos (ECHR).
En 2020, los algoritmos que asignaban calificaciones en los exámenes al alumnado de Reino Unido provocó una protesta abierta bajo la pancarta "Fuc the algotithm" Esta protesta fue exitosa y las calificaciones fueron retiradas.
En 2020, el software del gobierno de EE. UU., que se está ejecutando en Amazon Cloud provocó un alboroto de los activistas y los empleados de la propia empresa de Amazon.
Y por último en el año 2021, la Fundación Éticas lanzó una base de datos que estaba basada en algoritmos gubernamentales a las que se conoce como Observatorio de Algoritmos con impacto Social (OASI)

### Implementación
Las leyes y regulaciones de la inteligencia artificial pueden ser divididas entre tres temas principales: la gobernanza en los sistemas de inteligencia autónoma, la responsabilidad e imputabilidad sobre los sistemas, y las preocupaciones de seguridad y privacidad. El desarrollo de estrategias del sector público para la gestión y regulación de la IA se ha considerado cada vez más necesario a nivel local, nacional, e internacional, y en una gran variedad de campos, desde la gestión de los servicios públicos hasta el cumplimiento de la ley, pasando por el sector financiero, la robótica, el ejército, y la ley internacional. Hay muchas preocupaciones con respecto a la falta de visibilidad y de monitorización de la IA en estos sectores. En el sector financiero, por ejemplo, se ha pedido a la Oficina para la Protección Financiera del Consumidor que examine el código fuente y los algoritmos de manera más exhaustiva al realizar auditorías de los datos no públicos de las instituciones financieras.
En Estados Unidos, el 7 de enero de 2019, siguiendo una Orden Ejecutiva para 'el Mantenimiento del liderazgo Americano en inteligencia artificial', la Oficina de Política de Ciencia y Tecnología de la Casa Blanca anunció un borrador, Guía para la Regulación de las Aplicaciones de la Inteligencia Artificial, que incluye diez principios a seguir por las agencias gubernamentales del país a la hora de decidir si regular la IA y cómo hacerlo. Como respuesta, el Instituto Nacional de Estándares y Tecnología emitió un documento posicionándose al respecto, la Comisión de Seguridad Nacional publicó un informe provisional sobre la inteligencia artificial, y la Junta de Asesoramiento en Innovación emitió recomendaciones para el uso ético de la IA.
En 2016, China publicó un documento que cuestionaba la suficiencia de las leyes internacionales ya existentes a la hora de abordar la cuestión de las armas autónomas, convirtiéndose en el primer miembro permanente del Consejo de Seguridad de las Naciones Unidas en abordar el tema, y dando lugar a propuestas para la regulación global del mismo. En Estados Unidos, la dirección sobre la regulación de la IA relacionada con la seguridad es proporcionada por la Comisión de Seguridad Nacional sobre la inteligencia artificial.

## Regulación de los algoritmos de blockchain
Los sistemas de cadenas de bloques (Blockchain) proporcionan registros fijos y transparentes de sus transacciones y de esta manera contradicen el objetivo del Reglamento General de Protección de Datos de la Unión Europea, el cual es darle al individuo total control sobre sus datos privados.
Mediante la firma del decreto "Sobre el desarrollo de la economía digital", Bielorrusia se proclama como el primer país en legalizar los contratos inteligentes. El abogado bielorruso Denis Aleinikov es considerado el autor del concepto legal de contrato inteligente introducido por el decreto. Hay argumentos fuertes que sostienen que las leyes estatales ya existentes de Estados Unidos son una base sólida para la aplicabilidad de los contratos inteligentes. De todas formas, Arizona, Nevada, Ohio y Tennessee han modificado sus leyes específicamente para permitir la aplicabilidad de los contratos basados en blockchain.

## En cultura popular
En 1942, el autor Isaac Asimov dirigió el control de algoritmos introduciendo las hipotéticas Tres Leyes de la Robótica:
1. Un robot no hará daño a un ser humano, ni por inacción permitirá que un ser humano sufra daño.
2. Un robot debe cumplir las órdenes dadas por los seres humanos, a excepción de aquellas que entren en conflicto con la primera ley.
3. Un robot debe proteger su propia existencia en la medida en que esta protección no entre en conflicto con la primera o con la segunda ley.[53]

La principal alternativa a la regulación es la prohibición a los algoritmos, pero actualmente es muy poco probable que se puedan llegar a prohibir estos. Sin embargo, en el universo de Dune (escrito por Frank Herbert), las máquinas pensantes son un término colectivo para la IA (inteligencia artificial), ya que fueron completamente destruidas y prohibidas después de que se produjera una revuelta a la que actualmente la conocemos como La yihad butleriana:
YIHAD, BUTLERIAN: (ver también en la Grán Revuelta) — la cruzada contra las computadoras, las máquinas pensantes y los robots conscientes; comenzó en 201 B.G y terminó en 108 B.G. Su principal mandamiento está escrito en la Biblia como "No harás una máquina que se asemeje a una mente humana."